# 腰街彝族乡
腰街彝族乡是中华人民共和国云南省临沧市凤庆县下辖的一个民族乡。

## 行政区划
腰街彝族乡下辖以下村级行政区划单位：
腰街村、函关村、民安村、复兴村、星源村和开明村。